# Булковізна
Булковізна (пол. Bułkowizna) — село в Польщі, у гміні Барглув-Косьцельний Августівського повіту Підляського воєводства.
Населення — 140 осіб (2011).
У 1975-1998 роках село належало до Сувальського воєводства.

## Демографія
Демографічна структура станом на 31 березня 2011 року:
|          | Загалом | Допрацездатний вік | Працездатний вік | Постпрацездатний вік |
| -------- | ------- | ------------------ | ---------------- | -------------------- |
| Чоловіки | 74      | 16                 | 48               | 10                   |
| Жінки    | 66      | 21                 | 32               | 13                   |
| Разом    | 140     | 37                 | 80               | 23                   |